# ケニー (映画)
『ケニー』（原題：Kenny、別題：The Kid Brother）は、カナダ、アメリカ合衆国、日本の合作による映画。1987年に公開。下半身を失ったままで生きる重度障害児として1980年代に話題となった実在の人物ケニー・イースタディの物語である。日本ユニセフ協会推薦作品。

## ストーリー
アメリカのペンシルベニア州に住む12歳のケニー少年は、下半身を欠いた重度障害児ながら、不自由を感じさせずに明るく生きている。ある日、彼の家へテレビ局が取材に訪れる。感動的な家族愛の演出を好むテレビ局に対し、ケニーの家族たちは当惑気味。
そこへ、ケニーの姉のシャロンケイがやって来る。ケニーの幼少時、両親はケニーの世話が精一杯で、手の回りきらないシャロンケイを祖父母のもとへ預けていた。タレントを夢見るシャロンケイはテレビに出られて大喜びで、ケニーも姉と暮らせることを喜ぶ。だが取材班が去るや、シャロンケイは家族の制止を振り切って家を出る。
ケニーは姉に真意を問うべく単身、姉のいるピッツバーグを目指してヒッチハイクの旅に出る。田舎町から大都会へ、生まれて初めての一人旅。初めて見るケニーの姿に驚く人々の中、ケニーの旅は続く。
そしてピッツバーグ。シャロンケイは突然の弟の来訪に驚きつつ真意を吐露する。ケニーの誕生当時、彼の世話に明け暮れる家族がシャロンケイにかまわなくなったので、彼女は家族を憎むようになり、弟を愛していながらも軋轢に耐え切れずに家を出ていた。その言葉にケニーは衝撃を受けながらも、真意を知ったことで真の姉弟愛が生まれ、家族愛が深まるに至る。

## キャスト
※括弧内は日本語吹替
- ケニー: ケニー・イースタディ（田中真弓）
- シャロン: カトリーン・クラーク（英語版）（谷育子） - ケニーの母
- シャロンケイ: リアーヌ・カーティス（英語版）（勝生真沙子） - ケニーの姉
- ジェシー: ザック・グルニエ（堀勝之祐） - ケニーの父
- エディ: ジェシー・イースタディ・Jr（西尾巧） - ケニーの兄
- ビリー: トム・レディ
- 記者: アラン・セイント＝アリックス（羽佐間道夫）

## 製作
カナダの映画監督クロード・ガニオンがアメリカの写真雑誌『ライフ』でのケニーの特集を読んで映画化を思い立ち、アメリカ、メキシコ、フランス、日本など計8か国から300人が参加して製作された。下半身のないままで生きるケニーの撮影には特撮は一切用いずにケニー本人が出演しており、彼の兄も兄役で実名のまま出演している。ガニオンにとってはプロの俳優でない人物の出演による作品は本作が4作目となった。プロの俳優でない人物の出演についてガニオンは、ハリウッドスターのような役をこなすことはできないことを認めつつも、個別の作品で達成しうる演技の品質という意味では素人もプロにも違いはないと語っている。
ケニーが自ら出演した理由は、ありのままの自分を視聴者に見せることで、ハンディキャップを持つ人々を少しでも元気づけ、障害者を社会の一員として認めさせたいという気持ちからのものだが、ケニーがガニオンと親友となったことも理由の一つだった。
撮影にあたっては作為的な場面を排除し、ケニーのありのままを撮ることが心がけられており、イヌに襲われるケニー、ケニーを拒否する実姉、ケニーと家族や町の人々との交流など、日常のエピソードが忠実に再現されている。
日本では1987年10月にケニーがキャンペーンのために来日、自らも下半身不随の障害を持つ当時の参院議員・八代英太から激励の言葉を受け取った。

## 作品の評価
1987年度のモントリオール世界映画祭で最優秀作品賞を受賞、ベルリン国際映画祭のユネスコ賞を受賞、ほかにも多くの賞を受賞した。ハンディを負いながらも健気にいきる感動ドラマに成立しうる題材ながら、実際には明るい少年とごく普通に生きる家族を捉えたことで普遍性のあるファミリードラマに仕上がっていると評価されている。公開当時各国で大きな話題を呼んだが、ケニーを見世物小屋のように扱っているとする批判も少なからずあった。